# Гана на Светском првенству у атлетици у дворани 2012.
Гана је учествовала на Светском првенству у атлетици у дворани 2012. одржаном у Истанбулу од 9. до 11. марта.  тринаести пут. Репрезентацију Гане представљало је троје такмичара (2 мушкарца и 1 жена), који су се такмичили у две дисциплине.
На овом првенству Гана није освојила ниједну медаљу. Није било нових националних, личних и рекорда сезоне.
У табели успешности (према броју и пласману такмичара који су учествовали у финалним такмичењима (првих 8 такмичара)) Гана је са једним учесником у финалу делила 41. место са 2 бода.

## Учесници
| Мушкарци: - Tim Abeyie — 60 м - Игнисиус Гајса — Скок удаљ | Жене: - Вида Аним — 60 м |  |

## Резултати

### Мушкарци
| Атлетичар      | Дисциплина | Лични рекорд | Квалификације   | Квалификације   | Полуфинале           | Полуфинале           | Финале               | Финале               | Детаљи |
| Атлетичар      | Дисциплина | Лични рекорд | Резултат        | Место           | Резултат             | Место                | Резултат             | Место                | Детаљи |
| -------------- | ---------- | ------------ | --------------- | --------------- | -------------------- | -------------------- | -------------------- | -------------------- | ------ |
| Tim Abeyie     | 60 м       | 6,64         | Дисквалификован | Дисквалификован | Није се квалификовао | Није се квалификовао | Није се квалификовао | Није се квалификовао |        |
| Игнисиус Гајса | Скок удаљ  | 8,36 НР      | 7,89 кв         | 8               |                      |                      | 7,86                 | 7 / 15               |        |

### Жене
| Атлетичарка | Дисциплина | Лични рекорд | Квалификације | Квалификације | Полуфинале | Полуфинале | Финале                | Финале      | Детаљи |
| Атлетичарка | Дисциплина | Лични рекорд | Резултат      | Место         | Резултат   | Место      | Резултат              | Место       | Детаљи |
| ----------- | ---------- | ------------ | ------------- | ------------- | ---------- | ---------- | --------------------- | ----------- | ------ |
| Вида Аним   | 60 м       | 7,18 НР      | 7,35 КВ       | 2. у гр. 3    | 7,36       | 7. у гр. 1 | Није се квалификовала | 7 / 28 (31) |        |